# Mimusops aedificatoria
Mimusops aedificatoria là một loài thực vật có hoa trong họ Hồng xiêm. Loài này được Mildbr. mô tả khoa học đầu tiên năm 1938.